# Urunga
Urunga (1 919 habitants) est une petite ville du Nord de la Nouvelle-Galles du Sud, en Australie dans le comté de Bellingen.